# یواس‌اس آرمادیلو (آی‌ایکس-۱۱۱)
یواس‌اس آرمادیلو (آی‌ایکس-۱۱۱) (به انگلیسی: USS Armadillo (IX-111)) یک کشتی بود که طول آن ۴۴۱ فوت ۶ اینچ (۱۳۴٫۵۷ متر) بود. این کشتی در سال ۱۹۴۳ ساخته شد.